# Šašinovec
Šašinovec je naselje u sastavu Grada Zagreba. Nalazi se u gradskoj četvrti Sesvete. 
Naselje presjeca autocesta Zagreb-Goričan. Naselje poznato i po rođenju Ivana Granđe (jedan od Radićevaca) kojemu je dodijeljeno i istoimeno šetalište.

## Stanovništvo
Prema popisu stanovništva iz 2001. godine, naselje je imalo 544 stanovnika te 159 obiteljskih kućanstava.

Prema popisu stanovništva 2011. godine naselje je imalo 678 stanovnika.
| broj stanovnika | 445   | 477   | 471   | 465   | 496   | 528   | 532   | 580   | 599   | 567   | 610   | 482   | 551   | 456   | 544   | 678   | 772   |
|                 | 1857. | 1869. | 1880. | 1890. | 1900. | 1910. | 1921. | 1931. | 1948. | 1953. | 1961. | 1971. | 1981. | 1991. | 2001. | 2011. | 2021. |